# المحاجر (مذيخرة)

تعديل مصدري - تعديل

المحاجر محلة تابعة لقرية عنب، التابعة لعزلة المغاربة بمديرية مذيخرة إحدى مديريات محافظة إب في الجمهورية اليمنية، بلغ تعداد سكانها 32 حسب تعداد اليمن لعام 2004.